# 呂秀蓮
呂秀蓮（1944年6月6日—），中華民國政治人物，生于桃園市桃園區，客家人，曾任中華民國副總統（第10－11任）、民主進步黨代理主席、桃園縣縣長、總統府國策顧問（李登輝總統任命）、立法委員等職。其為臺灣民主化和婦女運動關鍵倡議者之一，也是台灣獨立運動重要領導人之一。其提倡九六共識及和平中立，相當程度影響台灣的「國際地位」論述。呂秀蓮是中華民國史上第一位女性副總統，更是解嚴後唯一連任的副總統。其長年作為民主進步黨的政要，2019年9月宣布代表喜樂島聯盟與彭百顯搭檔參選2020年中華民國總統選舉，並口頭宣布離開民進黨，但民進黨中央黨部表示待其正式成為候選人後再做處理，之後參選未果而未開除黨籍。

## 家庭背景
呂秀蓮家族的開臺祖先呂廷玉係福建漳州客家籍人士，於1740年（清乾隆五年）攜妻子余慈成從福建省漳州府南靖縣書洋村東渡臺灣，在今日的桃園縣埔子墾荒，目前子孫已有六、七千人，乃是桃園當地望族，至呂秀蓮已經是第7代。

## 早年
1944年6月6日，呂秀蓮出生於桃園郡桃園街（今桃園市桃園區），出生當日正逢第二次世界大战盟軍發起諾曼第戰役之日。呂秀蓮父親與兩位叔父在桃園景福宮後方經營南北貨商行「呂勝發」，在當時的桃園市小有名氣，也因此童年時期的家庭經濟狀況小康。知名律師呂傳勝為其兄長。
呂秀蓮畢業於臺北市立第一女子高級中學，錄取國立臺灣大學法律系司法組，考取國立臺灣大學法律研究所。

### 第一次留學
1969年至1971年第一次出國留學，到美國的伊利諾大學就讀，拿到比較法碩士（LLM）的學位。她這段留學的經歷，讓她開始在政治意識上逐漸啟蒙，而走上籌組台灣第一個反對黨的道路。在接受訪談時，她曾經提到在1970年夏天的一次歐洲旅行經驗：
|                      | 在歐洲一個朋友那裡，無意間認識張維嘉（歐洲臺灣獨立聯盟負責人）；當時我並不清楚他的身分，但談起來非常愉快。在那之前，我實在沒有什麼反國民黨的意識，只有基本的社會正義感。他跟我講很多臺灣發生的事情，我居然不知道。…… 如果說，什麼是我的政治意識得到啟發的關鍵，應該是這一趟歐洲旅行。當時張維嘉跟我講，作為一個臺灣人的任務是什麼。當時我才二十六歲，我就一直問自己，如果我回臺灣，我能做什麼？ |
| ——引自韋本 1999，106 | |

### 行政院法規委員會任職期間
1971年－1974年，呂秀蓮一方面在行政院法規委員會任職，歷任行政院諮議、專員兼科長，另一方面也開始大力推行新女性主義，並於1974年出版《新女性主義》以及《尋找另一扇窗》這兩本書。此外她還從1976年開始，在臺北市跟高雄市兩地辦了「保護妳專線」，並以出版社的名義開始舉辦種種的民意調查。由於呂秀蓮對婦女運動的投入太過深入，她開始被國民黨政府長期監控。1972年，她在朋友支持下，在臺北市杭州南路開設「拓荒者之家」咖啡廳，常客為許信良及張俊宏。然則，在房東向她透露咖啡廳經理夫婦是調查局的監控人員後，她感到毛骨悚然，因而結束一年的咖啡廳生意。
後來，亞洲基金會派呂秀蓮到日韓考察，回國後她創辦「拓荒者出版社」，但她的書籍一出版就列入禁書之列。她再度發現其中一位總編輯是調查局線民，要她每周回報呂秀蓮的行動。自此，她決定暫時離開臺灣，再次出國讀書。

### 第二次留學
1977年9月第二次赴美深造，到哈佛大學就讀法學研究所課程。1978年，呂秀蓮拿到她的第二個法學碩士學位，並利用課餘的時間在哈佛大學的燕京圖書館勤於蒐集各種臺灣資料，寫成《台灣的過去與未來》（此書臺灣版於1979年出版）。

## 從政

### 返國選舉國大代表
因為知悉中華民國與美國斷交在即，呂秀蓮在考慮個人生涯與國家發展後，決定放棄她在哈佛大學繼續攻讀博士學位的機會，回到臺灣投身基層選舉，參選桃園縣國大代表。

### 參與黨外運動而被捕入獄
呂秀蓮在1978年年底回國後，雖然其於桃園縣的參選在相當程度上掀起了一陣旋風，但是隨著中華民國與美國斷交的宣告，國民黨決定終止原本應該要在當年舉行的增額立法委員選舉。於是，呂秀蓮決定更進一步地投入黨外運動的行列，擔任《美麗島》雜誌社副社長，也擔任「黨外候選人聯誼會」的秘書一職。1979年12月10日，震驚海內外的「美麗島事件」爆發，呂秀蓮在當晚於現場發表了以下這樣的演說：
|  | 各位親愛的同胞，有良心的臺灣同胞，我是桃園縣的呂秀蓮（掌聲），今天，12月10日，是世界人權日，幾百年來，臺灣人從來沒有機會像今天用這麼大的心聲喊出咱的勇氣、咱的正義感，喊出咱對人權的要求，今天是偉大的一天，希望大家用最熱烈的掌聲，來挽救大家的生存命運（群眾鼓掌）。 |

由於這20分鐘的演說，也由於她擔任《美麗島》雜誌社副社長，呂秀蓮事後被國民黨政府以「暴力叛亂」罪名起訴，求處12年有期徒刑，實際入獄服刑5年餘。在1980年美麗島事件大審時間，呂秀蓮曾囚禁於景美看守所59號房（即現今景美人權文化園區），判刑確定後移監土城仁教所。

### 復出政壇
- 1990年，吕秀莲訪問福建漳州南靖书洋乡田中村，進行祭祖活動。
- 1992年，呂秀蓮當選立法委員，其問政重點一直擺在外交事務，當時李登輝總統也聘她擔任總統府國策顧問一職。

### 桃園縣縣長
1996年11月，由於時任國民黨籍的桃園縣縣長劉邦友一家遭人槍殺，民進黨徵召呂秀蓮回鄉參選縣長補選。1997年3月的補選擊敗國民黨提名的時任中壢市市長方力脩。九個月後的縣長選舉更打敗時任桃園縣議長陳根德，成為唯一一位連任兩屆的民進黨籍桃園縣縣長。呂秀蓮縣長任內，施政主軸為「打造黃金海岸」、「開發桃園矽谷」與「經營人間山水」。不過，呂秀蓮在2000年5月20日擔任副總統，任職縣長時間過短，未能打下基礎。使代理職務的許應深於2001年底卸任後，民進黨連續十三年未再取得桃園縣執政權。直到2014年，鄭文燦於第一屆桃園市市長選舉中，以不到三萬票之差爆冷門險勝選情看好的末代縣長吳志揚，才讓綠色重返桃園執政。

### 兩任副總統
- 2000年，呂秀蓮與陳水扁搭檔，代表民進黨參選總統大選，成功當選成為中華民國第一位女性副總統，致力推展「柔性外交」，喚起國際對臺灣的注目與關懷。她並擔任總統府人權諮詢小組的總召集人，致力人權工作。同年底，新新聞週刊報導，指呂秀蓮以「嘿嘿嘿」的口氣打電話散佈有關於總統的緋聞，爾後呂秀蓮對新聞週刊提出損害名譽權的高額民事訴訟求償並獲得勝訴[15]。

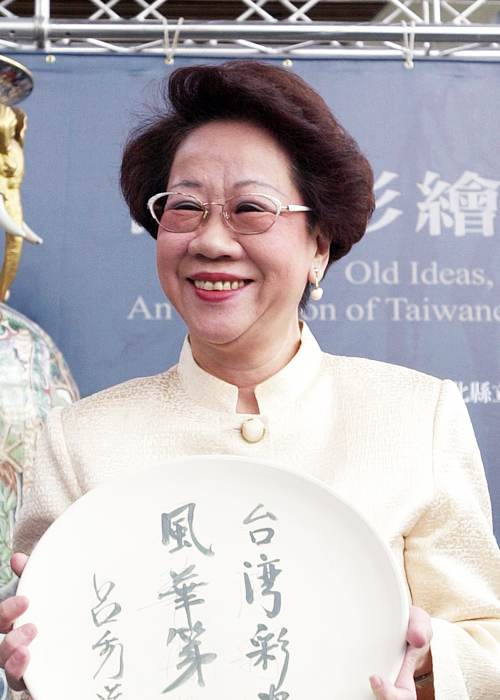
副總統任內的呂秀蓮

- 2001年10月，在呂秀蓮號召下，創立 臺灣心會。2001年底，呂秀蓮獲頒「2001年世界和平獎（英语：World Peace Prize）」[16][17][18][19]。
- 2004年，陳水扁與呂秀蓮以極微弱差距驚險贏得總統選舉[15]。
- 2005年8月14日，民主太平洋聯盟（Democratic Pacific Union縮寫為DPU）在臺灣成立，此非政府組織是由呂秀蓮所提出。
- 2005年12月7日呂被選舉為民進黨代理黨主席。但12月12日突然宣佈請辭。兩天後，民进党中常会開會前，她表示不会接受慰留；然而在中常會的慰留下，继续代理主席職務[20]。
- 2006年8月5日，呂秀蓮邀集近30個民間團體，成立藍天綠地好台灣大聯盟。此外，呂秀蓮積極參與公益活動，包括成立「小秀才學堂」，幫助弱勢兒童[21]。

- 參加2008年民進黨總統初選：2007年3月6日在圓山大飯店宣布參加其黨內的總統初選，並發表了臺灣是太平洋國家、與中國大陸是遠親近鄰的關係。5月7日因黨員投票階段落後謝長廷，宣佈退出初選[22]。

### 卸任之後
1. 宣布參選2012年總統：2011年2月25日接受《台灣蘋果日報》專訪，宣布參選總統，她自豪地說：「全台灣最有治國經驗的是我，中華民國有史以來唯一當過8年副總統是我，過去沒有副總統連任。」她表示，她一生選舉6次，全打勝仗，其中還有2次全國性總統選舉。她強調，因為馬政府上台，民生凋敝，百業蕭條，如果讓馬政府繼續領導台灣，台灣很快就會滅亡。[23]
2. 參加2012年民進黨總統初選：2011年2月28日在大安森林公園所舉辦的「告別悲情，迎向光明」228紀念活動宣布參加其黨內的總統初選。她以「人文科技好國家，世界台灣大未來」為參選訴求，並且形容自己的心情是「老驥伏櫪」。她參選聲明中發表：「人權、民主、和平、愛與科技發展，是臺灣特有的柔性國力根基，臺灣應以全球化的新視野及柔性新思維，與中國營建和平友善的遠親近鄰關係，超越統獨之爭，也符合全球化的世界新潮流。」2011年3月22日迫於黨內壓力，宣布退出黨內總統初選，並辭去中執委一職，表明日本經311大地震後，有比總統更重要的事去做，因此退出總統初選[24]。
3. 爭取2014年民進黨臺北市市長提名：2013年10月26日呂秀蓮將在下午2點於臺北市二二八和平紀念公園舉辦「台北的美麗與哀愁，遊園新夢午會」活動，屆時將以「光復首都」為口號，正式宣布參選臺北市市長[25]。
4. 爭取2018年民進黨臺北市市長提名：2018年2月1日呂秀蓮在下午正式宣布參選臺北市市長，表示2014年民進黨全力支持柯文哲參選台北市長，她也尊重，但現在民進黨很少人還認為要讓給柯文哲，「所以我當仁不讓」[26][27]。也說，她雖出身桃園，但由於求學台北市，因此台北市也是她的第二故鄉，也有當過桃園縣長、副總統的經驗，並認為自己「身心靈狀態不亞於年輕人，老中青應該手牽手，不是世代切割與對立」，稱自己「越老越年輕」，要代表「為台灣奮鬥過的老一輩出征」[28]。8月5日宣佈退選，理由是避免民進黨將敗選責任推到她身上；還說民進黨臺北市市長參選人姚文智民調支持度越來越低出乎她意料，有人在出賣民進黨，2014年蔡英文支持柯文哲是「養虎為患」、要負最大責任[29]。

### 聲明離開民進黨

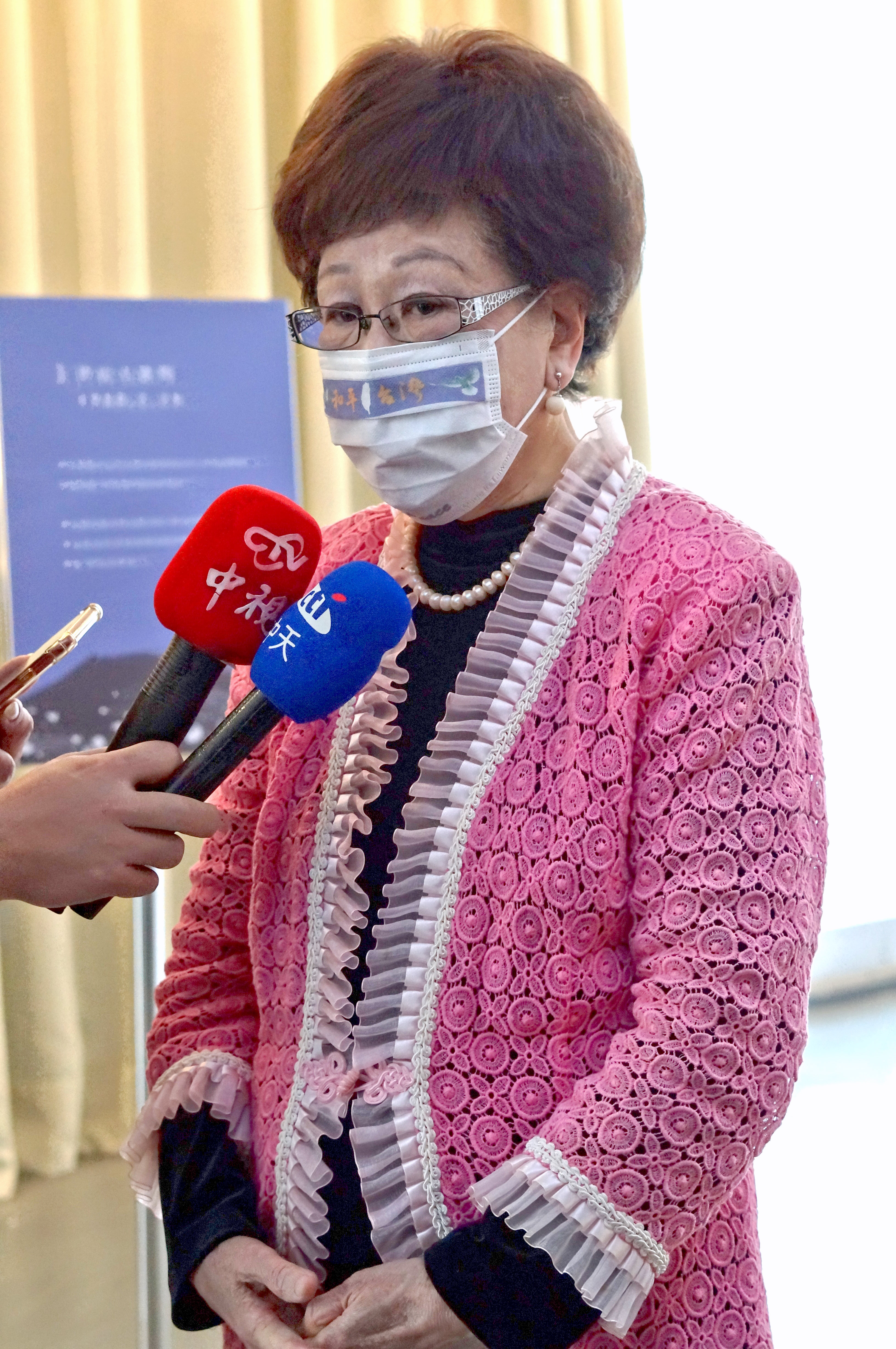
呂秀蓮多次公開批評蔡英文時代的民進黨

2018年5月30日，呂秀蓮發表聲明：「對於一個失去黨德和黨魂的政黨，與其痛苦留下來，不如歸去。道不同，不相為謀！Bye bye，民進黨！」5月31日，呂秀蓮表示，現在（蔡英文時代）的民進黨已經和她過去認知的民進黨不同，她不需要再關心民進黨，從昨天晚上開始民進黨已經跟她沒有關係了。6月4日，呂秀蓮接受《聯合報》專訪時說，她是「脫黨」而不是退黨，脫黨就是「脫離黨的束縛」，她要做自由人、要開始講良心話，台灣社會「假仙」的人太多了，「假仙救不了台灣」；蔡英文就任總統以來沒有找過她，她在蔡英文眼中「本來就不存在」，蔡英文在民進黨主席任內的作法（㈠2008年蔡英文當選民進黨主席以後，黨內初選取消黨員投票；㈡2016年蔡英文當選總統以後，明顯切割所有前輩）早已讓許多忠誠黨員認為黨已「離心離德」。6月5日，呂秀蓮接受台北流行廣播電台《POP搶先爆》專訪時說，民進黨當權者不要沉緬在權力追逐，她判斷台灣很有可能在民進黨執政時淪亡；民進黨的黨魂黨德在這幾年內蕩然消失，所以她在心理上是「脫黨」，沒有傷害民進黨，也沒有號召退黨。最終呂秀蓮沒有進行退黨程序，2019年9月17日她說，「我很早宣布，民進黨已經不是當年的民進黨，所以我心靈脫黨；因為我還很愛民進黨，我捨不得我擁有的黨證交回去」。
2018年11月22日，呂秀蓮在無黨籍台南市長候選人蘇煥智造勢晚會說，民主國家一切以人民意願為主，這兩年台灣民眾對政黨不滿；如果台灣繼續被政黨把持，台灣就不會進步。
2021年10月21日，呂秀蓮接受《聯合報》專訪時說，目前只有兩大黨的台灣政治並不健康，「我們長期受到美國影響，但美國目前也認為：只有共和黨和民主黨可選擇，是從兩顆爛蘋果選一個比較不爛的。台灣也落入這樣問題。」她期待台海兩岸恩怨早日平息，也提倡「三黨鼎立」、不要迷信兩黨制。她呼籲完全執政的民進黨不要排斥第三黨，有健全第三黨才能開創台灣民主新局：健全第三黨，可以讓任何政黨在選舉時不能「假仙」、玩手段、招搖撞騙，也不能「比不爛就好」。她說，任何人當選總統都不應兼任執政黨主席，因為有利益衝突；過去陳水扁當選總統又兼任民進黨主席，她就曾經私下向陳水扁表達不妥，「我的信念沒有變」。
2021年12月19日，呂秀蓮在中華民意研究協會「1218公投結果對未來政局影響」座談會評論四大公投結果時說，四分之三的人不去投票，是台灣民主的失敗，「民進黨要對歷史負責，因為你們沒收了公投」。
2022年2月17日，呂秀蓮批評，除了依附美國，蔡英文的兩岸政策沒有新的主張；對於蔡英文說的「抗中保台」，她質疑「反中、抗中一定保台嗎」，與其一直說「抗中」，不如趕快討論怎麼「保台」。她說，開口閉口長期罵中國與中共，這是長期以來民進黨的特性；但是五十年前罵的中國與中共，跟現在面對的中國與中共是完全兩回事。她說，民調顯示許多台灣人不喜歡中共，卻沒有台灣人願意與中共打仗，而美國人也沒笨到「看到台灣人不想打，就來幫忙」，獨派朋友也要對「不願意打仗，覺得美國會來幫忙」的想法負起責任。她說，以前他們還會聽很多專家學者不同意見，現在民進黨都是「上面說什麼就跟著做什麼，腦袋不要了，只有耳朵」。她說，民進黨一直喊「抗中」卻不「保台」，政府不做的應該讓民間來做。被問到台灣是否有言論自由，她說，以前他們最痛恨國民黨御用媒體太多，現在民進黨御用媒體也不少；有些媒體墮落了，以前是支持民進黨來監督國民黨，現在是寵壞民進黨。
2022年3月12日，呂秀蓮說，有些人以為抗中就可以保台，但事實上台灣愈抗中愈陷入危機，現在中國大陸有14億人口，台灣愈刺激就累積中國大陸愈多的敵意來對付台灣；台灣應該重新檢討兩岸關係，掙脫統獨爭議。
2023年2月17日，呂秀蓮在二十一世紀基金會「台海安全論壇」主張，台灣要走上「和平中立之路」，首先要積極加強與日本、韓國、菲律賓等周邊鄰居經營「太平洋民主聯盟」；台海兩岸之間以「一個中華」取代「一個中國」，不要為一字之差大動干戈，並用「兩岸統合」取代「兩岸統一」。

### 參加2020年總統選舉
2019年9月16日，呂秀蓮表示她接受喜樂島聯盟及其他政黨的推薦，9月17日會向中央選舉委員會登記申請為獨立總統參選人。同時她仍具有民進黨籍，曾批評蔡政府公投修法與大選脫鉤是打著民主背叛民主，也發文批評蔡政府國安特勤走私免稅菸案是國之大恥，并公開呼籲：“不要太相信民進黨，不要太相信蔡英文總統，她讓我們覺得台灣沒有她是不行的，不能看到香港亂局就告訴台灣人民只有蔡可以救台灣，不要被騙了。”11月2日，呂秀蓮與彭百顯發出聲明表示，因未能完成連署而宣布退選。

## 政策立場與主張

### 婦女運動
1971年當時女性大專聯考佔三分之一，社會及媒體擔心不久之後男性沒大學可讀，出現「保障男性名額」及「防止大專女生過多」等言論。剛獲得法學碩士學位返台任職的呂秀蓮，對於此類言論不以為然，即發表以「男性中心的社會該結束了吧」為題的演講，對當下父權社會與官方婦女團體提出挑戰，提出「先做人，再做男人或女人」、「左手拿鍋鏟、右手拿筆桿」的「新女性主義」等論述，也被認為是台灣第二波婦運的起點。
同年11月在《聯合報》副刊發表<傳統的男女角色>一文批判此類言論的荒謬。1972年1月再發表<兩性社會的風響>，此文章是戰後婦運的重要發聲。
1970年代，呂秀蓮登記成立「時代女性協會」；設立「拓荒者之家」；成立「國際職業婦女協會台北市第一分會」；1974年，出版《新女性主義》，為戰後第一本本土女性撰寫的女性主義專書；1976年成立「拓荒者出版社」；創設「保護妳」專線電話，提供服務婦女的開放平台；進行「家庭主婦現況調查」。
在這10年間，呂秀蓮除了前述的觀點外，還有包括墮胎合法化、檢討《民法》〈親屬編〉許多夫妻及父母間權利不平等的歧視規定、並倡言「用人唯才，不問性別」的原則、呼籲社會應拋棄「男主外女主內」或「男強女弱」的刻板印象等，力陳許多為女性爭取平等權益及地位的主張，引發許多論戰與討論。1979年年底爆發高雄美麗島事件，呂秀蓮與姚嘉文、林義雄、陳菊等人被以政治叛亂罪名逮捕入獄，使「新女性主義」及台灣婦女運動因其入獄而陷入沉寂。

### 「九六共識」理念
2010年3月18日成立「九六共識推動聯盟」，主張「總統民選．主權獨立」。她說凡曾行使總統投票權的民眾，均認同台灣早在1996年就已經成為主權獨立的國家，維護國家主權完整，是全民的責任。

### 「台灣和平中立」公投
從東亞區域和平的理念出發，近年來她發起「台灣向世界宣布和平中立」公投，希望臺灣成為中立國，避免臺灣要在中國大陸和美國之間選邊站，以保障臺灣的和平。在2018年3月時她宣稱已達到第一階段門檻，希望於2019年提出。

## 荣誉

### 中华民国勋章奖章
- 一等卿云勋章（2004年5月25日于台北总统府颁授[50]）
- 中山勋章（2008年5月7日于台北总统府颁授[51]）

## 評價
臺灣《蘋果日報》在評論呂秀蓮時說「她的學經歷在四大天王之中，首屈一指，在女性政治人物之中更是一枝獨秀。但是她的個性與情緒，經常令人不敢恭維，在不適當的時間，講刺耳的話，使她在黨內人緣不佳，但她的坦率敢言，在尔虞我诈的政界中也有可貴之處。」

## 言論及其他
- 呂秀蓮是最早將台灣民謠音樂系統化整理，使融入政治運動的人物[53]。1985年，其口述錄音製作的《台灣的歌》三卷錄音帶，即以傳統台灣歌謠、台灣閩南語流行歌曲等，描述人民之生活與心境[54]。
- 英國《BBC中文網》 評論呂秀蓮敢於主張台獨，中國大陸媒體曾用“猙獰面目”、“極端的”、“不可救藥”的一個台獨分子來形容呂秀蓮。呂秀蓮對這些嚴詞批評不感到憤怒，她說：“有廣泛輿論沖著自己而來是一種榮幸”。呂秀蓮不像其他亞洲女性領袖，她沒有一個從政的丈夫或父親，她的崛起全是自己爭取得來的。1980年，她因為在高雄市組織集會，被判入監十二年。1985年她獲得假釋，在國民黨統治下，她繼續爭取民主，協助成立當時仍是非法的民主進步黨。並且常有男性政界人士叫她保持緘默，或者當花瓶。[55]
- 1999年，呂秀蓮出席美國前總統吉米・卡特演講，並爭取到提問卡特的機會：「你身為一位著名的鼓吹人權者，卻犧牲了許多台灣的菁英。」她也對卡特說「當閣下不斷提到人權及民主，請不要忘了臺灣人民為此（美國與中共建交、與中華民國斷交）付出多少代價⋯⋯你是否欠臺灣一個道歉？」卡特則當場回應：「我不認為自己需要道歉⋯⋯」，呂秀蓮立刻離開會場，隨後再致信向卡特抗議當年與台灣斷交的行為，讓台灣的民主倒退二十年。
- 2003年，呂秀蓮出席巴拉圭总统尼卡诺尔·杜阿尔特·弗鲁托斯的就職典禮時，碰巧遇到也受邀前來的古巴最高領導人菲德尔·卡斯特罗，兩人有過頗為深入的交流。卡斯楚讚美她優雅漂亮。對此，呂秀蓮後來記憶說：「我跟他說台灣民主化的由來，我說我都被被判坐牢，他說像你這樣優雅的女士都坐過牢，讓他印象很深。優雅漂亮真的不是重點，重點是要能引起共产党老大的注意，那才是最有意義的事。」[56]
- 2003年底，呂秀蓮參加「愛滋病防治成果博覽會」時發表演說，他所提出的「愛滋天譴說」引發爭議。他提到：「國內雖然在防治之下，愛滋病年增率從百分之十八降到百分之五，但為了防治還是要加強性教育。」並說到：「有人說，愛滋病是老天看不下去的譴責。」「的確是好好反省性氾濫的時機。」並且認為應該設立「愛滋村」，讓病患好好生存。[57]呂秀蓮的「愛滋天譴說」隨即引來各界的撻伐。其中親民黨國會黨團總召集人周錫瑋對此提出質疑：「愛滋病患不一定是透過『不正當性行為』所致」呼籲呂秀蓮不要再發表這種言論。[58]十五個人權團體包括愛滋感染者權益促進會、愛慈基金會、露德之家等連署要求呂秀蓮道歉。[59]愛滋感染者權益促進會在連署聲明中更是批評呂秀蓮無視科學根據，強化差異與汙名。[60]
- 2013年，對於九月政爭，呂秀蓮認為，中國大陸不能接受立法院逐條逐項審查海峽兩岸服務貿易協議，所以馬英九急於在立法院開議前發動政爭，要將立法院長王金平拉下台，然後閉著眼睛通過服貿協議，接著就是互設辦事處，最後簽署和平協議等。[61]
- 2017年7月，呂秀蓮發言認為解放軍會利用平潭的海底隧道秘密攻台，同時表示《開羅宣言》沒有國際效力，數天後央視節目以嘲讽的方式回應這些發言。[62]
- 對於蔡英文的年金改革和一例一休有不同看法，認為手段過於粗糙造成社會仇恨化，而一例一休全社會沒有人滿意卻堅持不修改非常不智。[63]
- 發表臺灣同性婚姻釋憲案評論於臉書直播，認為不該針對《民法》沒有規定的條文宣布無效，應該是立法走在司法之前，「司法在先、立法在後」的程序錯了。要求司法院大法官應該跟社會道歉[64]。
- 2018年5月9日，呂秀蓮於節目《年代向錢看》中說「你認為世大運我們的表現這麼好嗎？是中國放水啊……」[65]

## 作品節選

### 個人著作
| 年份   | 書名                             | 出版社               | ISBN               |
| ------ | -------------------------------- | -------------------- | ------------------ |
| 1974年 | 《尋找另一扇窗：拓荒的話》       | 台北，書評書目出版社 | -                  |
| 1974年 | 《新女性主義》                   | 台北，幼獅文化       | ISBN 9789575228019 |
| 1976年 | 《幫他爭取陽光》                 | 台北，拓荒者出版社   | -                  |
| 1977年 | 《新女性何去何從》               | 台北，拓荒者出版社   | -                  |
| 1979年 | 《台灣的過去與未來》             | 台北，拓荒者出版社   | -                  |
| 1985年 | 《兩性之間》                     | 敦理出版社           | -                  |
| 1988年 | 《海外看台灣》                   | 南冠出版社           | -                  |
| 1997年 | 《重審美麗島》                   | 台北，前衛出版社     |                    |
| 1998年 | 《情》                           | 台北，草根出版公司   | ISBN 9789578466210 |
| 2001年 | 《台灣良心話：呂副總統的第一年》 | 台北，天下文化       | ISBN 9576218543    |
| 2003年 | 《柔性佐國三週年》               | 台北，中華民國總統府 | ISBN 9570142014    |
| 2003年 | 《臺灣：過去與未來》             | 台北，               | ISBN 9789572922316 |
| 2004年 | 《台灣大未來：海洋立國世界島》   | 台北，知本家文化     | ISBN 9789572922347 |
| 2007年 | 《世界的台灣》                   | 台北，印刻出版       | ISBN 9866873048    |
| 2008年 | 《這三個女人》                   | 台北，聯合文學       | ISBN 9789575228026 |
| 2008年 | 《重審美麗島：呂秀蓮的民主獻禮》 | 台北，聯合文學       | ISBN 9789575228033 |
| 2009年 | 《透視319：一個真相，一個台灣》  | 國家展望文教基金會   | ISBN 9789868400733 |
| 2016年 | 《非典型副總統呂秀蓮》           | 台北，國史館         | ISBN 9789860472165 |
| 2019年 | 《第一朵蓮花》                   | 周大觀基金會         | ISBN 9789869654067 |
| 2021年 | 《兩岸恩怨如何了？》             | 呂秀蓮               | ISBN 9789574386390 |
| 2023年 | 《國際演講：國際IBM》            | 桃園市立圖書館       | ISBN 9786267264232 |
| 2023年 | 《台灣真女人》                   | 桃園市立圖書館       | ISBN 9786267264249 |
| 2023年 | 《呂秀蓮作品集》(作品集全冊16本) | 桃園市立圖書館       |                    |

### 相關書籍
| 年份   | 書名                               | 作者                                             | 出版社   | ISBN                |
| ------ | ---------------------------------- | ------------------------------------------------ | -------- | ------------------- |
| 1996年 | 《縱橫五十年：呂秀蓮前傳》         | 李文                                             | 時報文化 | ISBN 978-9571319728 |
| 1999年 | 《走向美麗島：戰後反對意識的萌芽》 | 新台灣研究文教基金會美麗島事件口述歷史編輯小組編 | 時報文化 | ISBN 978-9571330334 |
| 2006年 | 《世界之女呂秀蓮》                 | 柳敏珠                                           | 印刻出版 | ISBN 978-9867108944 |
| 2014年 | 《誹謗官司：呂前副總統的名譽官司》 | 尤英夫                                           | 遠景出版 | ISBN 978-9573909217 |

### 影視形象
| 年分 | 作品        | 演員   |
| ---- | ----------- | ------ |
| 2008 | 彈道 (電影) | 方季韋 |
| 2019 | 幻術 (電影) | 陳幼芳 |

## 選舉紀錄
| 年度 | 選舉屆數                 | 選舉區                   | 所屬政黨   | 得票數    | 得票率 | 當選標記 | 備註 |
| ---- | ------------------------ | ------------------------ | ---------- | --------- | ------ | -------- | ---- |
| 1992 | 第二屆立法委員選舉       | 桃園縣選舉區             | 民主進步黨 | 71,079    | 11.31% |          |      |
| 1997 | 第十二屆桃園縣縣長補選   | 桃園縣                   | 民主進步黨 | 324,074   | 55.31% |          |      |
| 1997 | 第十三屆桃園縣縣長選舉   | 桃園縣                   | 民主進步黨 | 375,500   | 56.20% |          |      |
| 2000 | 第十任總統、副總統選舉   | 第十任總統、副總統選舉   | 民主進步黨 | 4,977,697 | 39.30% |          |      |
| 2004 | 第十一任總統、副總統選舉 | 第十一任總統、副總統選舉 | 民主進步黨 | 6,471,970 | 50.11% |          |      |

### 期刊論文
- 王孝勇.  (碩士论文). 輔仁大學. 2003.
- 陳宏略.  (碩士论文). 國立臺灣師範大學. 2004.

### 專書
- 戴月芳. . 五南. 2014. ISBN 9789571178097.
- 周碧娥. . 三民書局. 2022. ISBN 978-957-14-7446-5.

## 外部連結
- 呂秀蓮的Facebook專頁（中文）
- YouTube上的呂秀蓮頻道

| 中華民國國家元首                   | 中華民國國家元首                                        | 中華民國國家元首                   |
| ---------------------------------- | ------------------------------------------------------- | ---------------------------------- |
| 前任： 連戰                        | 中華民國副總統第十、十一屆 2000年5月20日－2008年5月20日 | 繼任： 蕭萬長                      |
| 中華民國政府職務                   |                                                         |                                    |
| 桃園縣政府                         |                                                         |                                    |
| 前任： 廖本洋（代理） 正任：劉邦友 | 桃園縣縣長第十二、十三屆 1997年3月28日－2000年5月20日   | 繼任： 許應深（代理） 正任：朱立倫 |
| 政党职务                           |                                                         |                                    |
| 民主進步黨                         |                                                         |                                    |
| 前任： 蘇貞昌                      | 民主進步黨主席代理 2005年12月3日－2006年1月15日         | 繼任： 游錫堃                      |